# Antepione comstocki
Antepione comstocki är en fjärilsart som beskrevs av Sprng 1939. Antepione comstocki ingår i släktet Antepione och familjen mätare. Inga underarter finns listade i Catalogue of Life.

## Bildgalleri

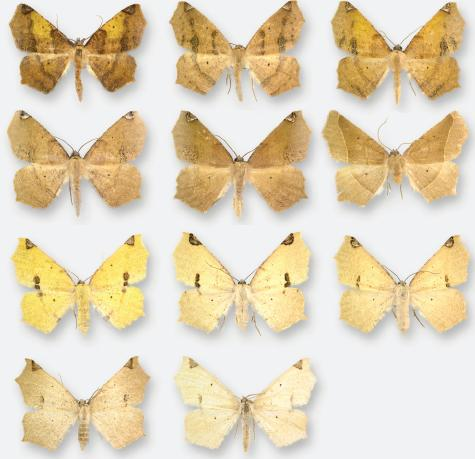